# Saint-Antoine-de-Breuilh
Saint-Antoine-de-Breuilh är en kommun i departementet Dordogne i regionen Nouvelle-Aquitaine i sydvästra Frankrike. Kommunen ligger i kantonen Vélines som tillhör arrondissementet Bergerac. År 2022 hade Saint-Antoine-de-Breuilh 1 784 invånare.

## Befolkningsutveckling
Antalet invånare i kommunen Saint-Antoine-de-Breuilh
Referens:INSEE